# 圣伊波利特迪福尔
圣伊波利特迪福尔（法語：Saint-Hippolyte-du-Fort，法語發音：[sɛ̃.t‿ipɔlit dy fɔʁ]），法国南部城市，奥克西塔尼大区加尔省的一个市镇，隶属于勒维冈区，其市镇面积为29.38平方公里，2022年1月1日时人口数量为3,739人，在法国城市中排名第2,962位。
圣伊波利特迪福尔位于加尔省西部，塞文山脚下，维杜勒河畔，是一个区域性的中心城市，多条公路在此交汇。

## 地名来源

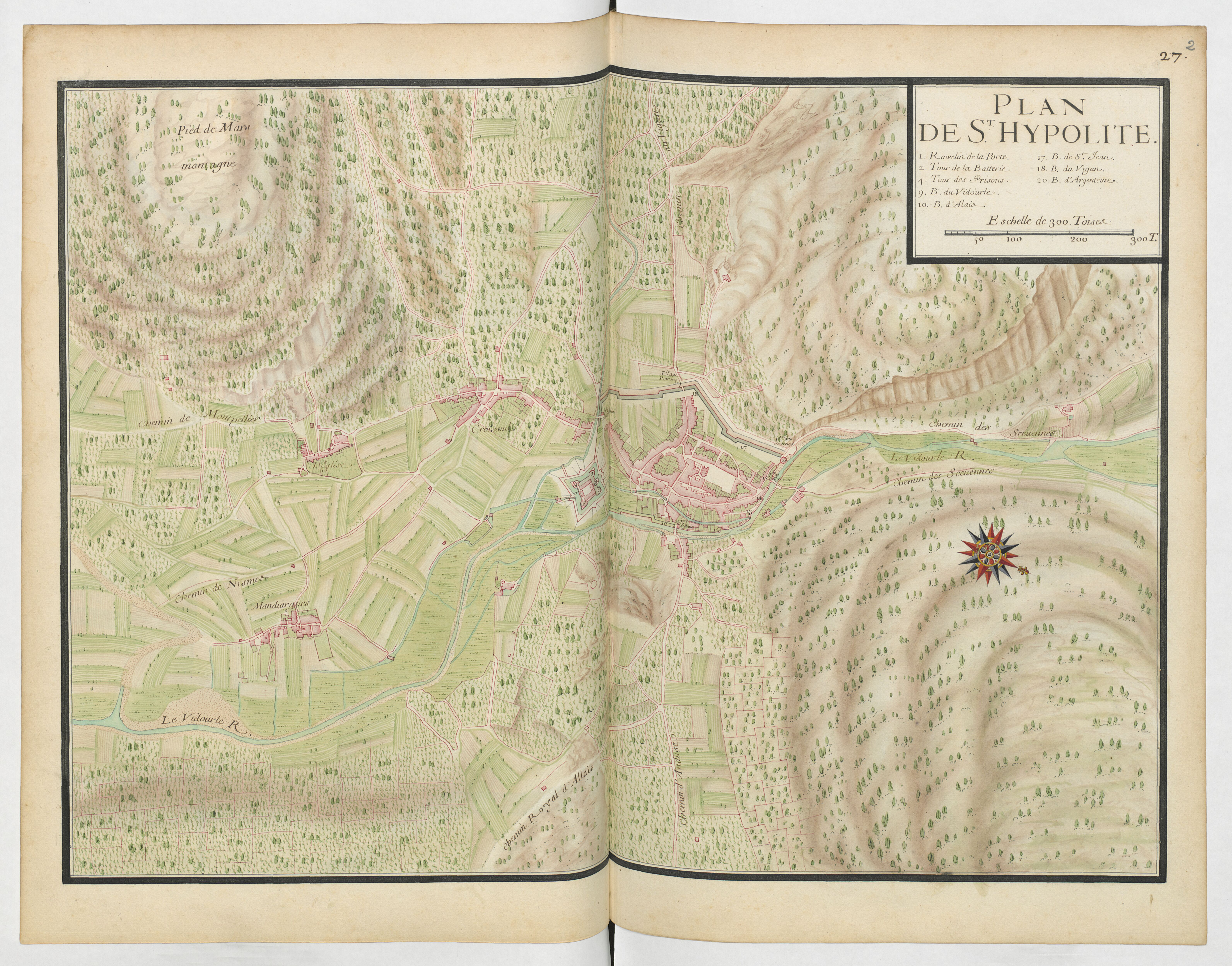
1693年的圣伊波利特迪福尔地图

“Saint-Hippolyte”一名可能与圣人“Santi Ypolite”有关，后者的生平尚有待考证。
圣伊波利特迪福尔所处区域历史上曾通行朗格多克方言，“Saint-Hippolyte-du-Fort”在奥克语维基百科中被标记为“Sent Ipolit”，在同语言的Openstreetmap中则被标记为“Sant Ipolit de la Ròraforcada”。

## 历史
圣伊波利特迪福尔的早期历史尚不清楚。根据当地官方网站的论述，圣伊波利特迪福尔始建于公元13世纪，彼时其东南部的平原被开辟为农业种植区。随着交通的发展，圣伊波利特迪福尔逐渐成为一个商业集镇。宗教战争期间，天主教徒和新教徒曾在圣伊波利特迪福尔发生激烈交战。17世纪初，得益于水利磨坊的修建，圣伊波利特迪福尔境内兴起纺织手工业，此后当地又出现了皮革作坊。法国大革命后，圣伊波利特迪福尔成为加尔省的一个市镇。19世纪中后期，圣伊波利特迪福尔境内先后出现听力障碍儿童学校和儿童军校，后者于1934年关闭。途径圣伊波利特迪福尔的勒维冈—基萨克铁路于1874年建成通车，后于20世纪中后期废弃。

## 地理

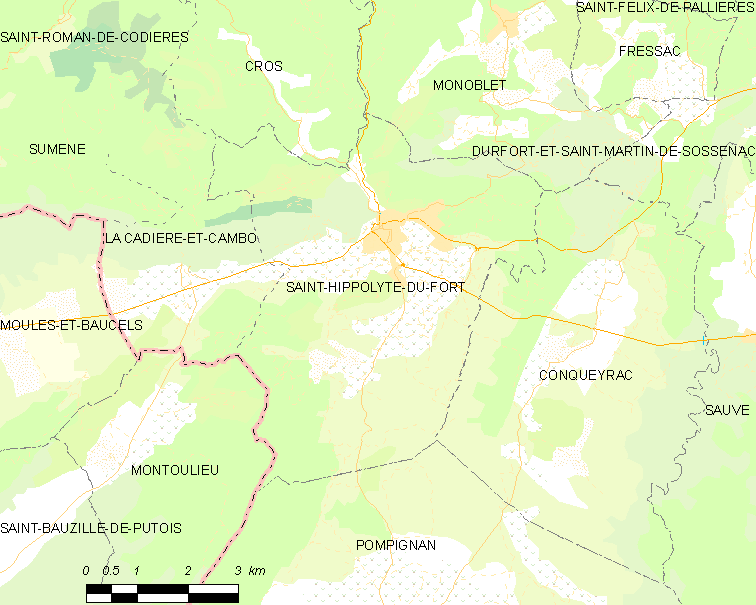
圣伊波利特迪福尔市镇范围地图

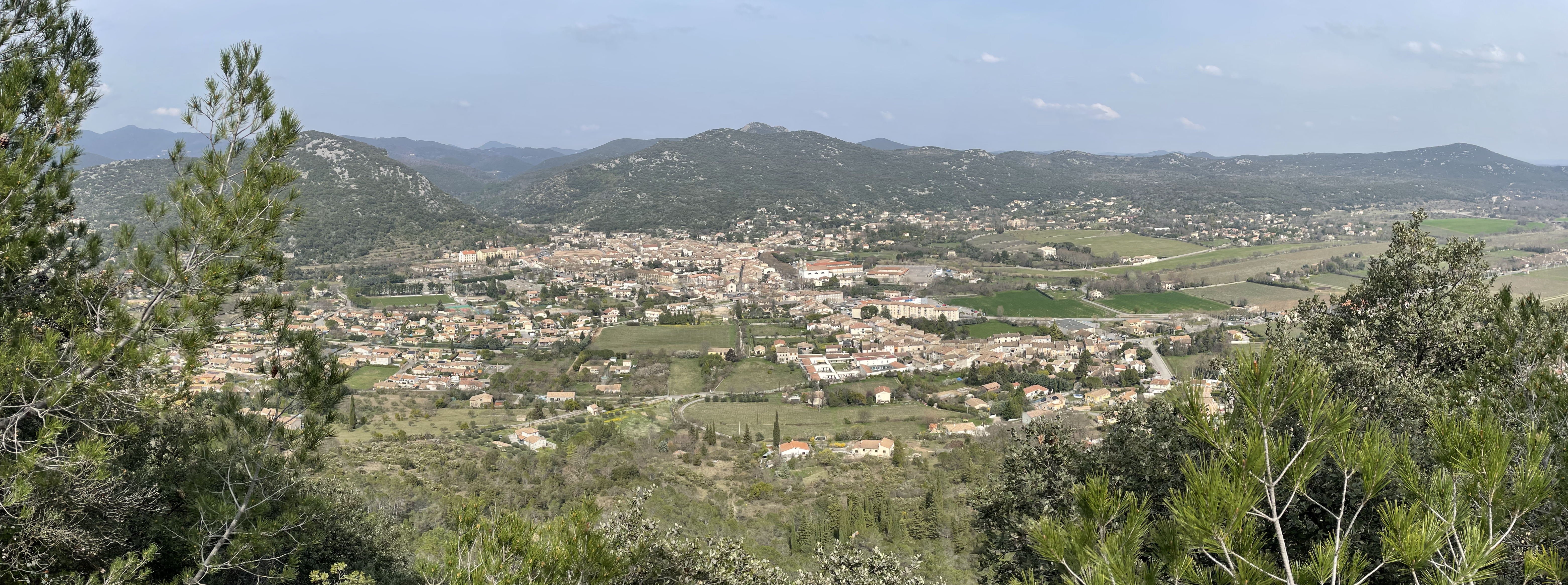
远眺圣伊波利特迪福尔

圣伊波利特迪福尔位于法国南部，奥克西塔尼大区东部和加尔省西部，距离省会尼姆大约49公里。与圣伊波利特迪福尔接壤的市镇包括：克罗、莫诺布莱、拉卡迪耶尔和康博、蒙图略、孔凯拉克、蓬皮尼昂和孔凯拉克。

### 地形
圣伊波利特迪福尔位于塞文山南侧的山前河口处，境内以平原和丘陵为主，市镇中心地势较为平坦，东南部为芒迪亚尔格平原（Plaines de Mandiargues），北侧为高耸的法日山及巴内勒山（Banelle），西侧则为塞文山余脉库斯泰罗山（Cousterau），全境海拔在135到547米之间。

### 水文
维杜勒河自北向南流经圣伊波利特迪福尔，其右岸支流在市区南侧与其交汇。

### 植被
圣伊波利特迪福尔属于温带阔叶混交林和硬叶林的过渡地带，林地广泛分布于山地地带及河流附近。
在鲜花城市的评比中，圣伊波利特迪福尔暂未被评级。

### 气候
圣伊波利特迪福尔在柯本气候分类法中属于带有温带气候特征的地中海气候（Csb）。

## 行政区划
圣伊波利特迪福尔的市镇编号为30263，邮政编号为30170。
在行政管理方面，圣伊波利特迪福尔隶属于法国奥克西塔尼大区加尔省勒维冈区；在地方选举方面，圣伊波利特迪福尔隶属于勒维冈县，其市镇范围全境被划入加尔省第五选区；在社会管理方面，圣伊波利特迪福尔是塞文山脚市镇公共社区的组成部分。
截至2024年1月，圣伊波利特迪福尔市镇范围内暂无任何城市敏感街区及为城市政策优先街区。
法国国家统计与经济研究所（简称）在进行数据统计时，将圣伊波利特迪福尔市镇单独设为圣伊波利特迪福尔城市核心区（Unité urbaine de Saint-Hippolyte-du-Fort），未将圣伊波利特迪福尔划入城市区（Aire urbaine）及城市辐射区（Aire d'attraction）。此外，还将圣伊波利特迪福尔市镇整体看作一个“块区”（IRIS），以便于统计人口分布情况。

## 交通

### 公路
加尔省省道D25线、D39线、D133线、D169线、D982线和D999线在圣伊波利特迪福尔境内交汇。奥克西塔尼大区公共交通（商业名称为“Lio”）下属的103线、140线和142线经过圣伊波利特迪福尔，可前往尼姆、蓬皮尼昂、阿莱斯、勒维冈等地。
2020年，64.9%的圣伊波利特迪福尔家庭拥有至少一辆私人汽车。2021年，圣伊波利特迪福尔境内共发生各类交通事故1起，造成1人重伤。
| 25 | 49 |

| 尼姆 | 49 |

| 勒维冈 | 32 |

| 冈日 | 14 |

### 铁路
圣伊波利特迪福尔位于勒维冈—基萨克铁路上，该铁路已于1969年关闭。
距离圣伊波利特迪福尔最近的运营中的客运铁路车站为33公里外的诺济耶尔-布里尼翁站，该站停靠往返于尼姆站和阿莱斯一线的区域列车

### 航空
圣伊波利特迪福尔距离蒙彼利埃机场的公路里程大约59公里。

### 城市公共交通
截至2024年1月，圣伊波利特迪福尔暂无城市公共交通系统。

## 政治

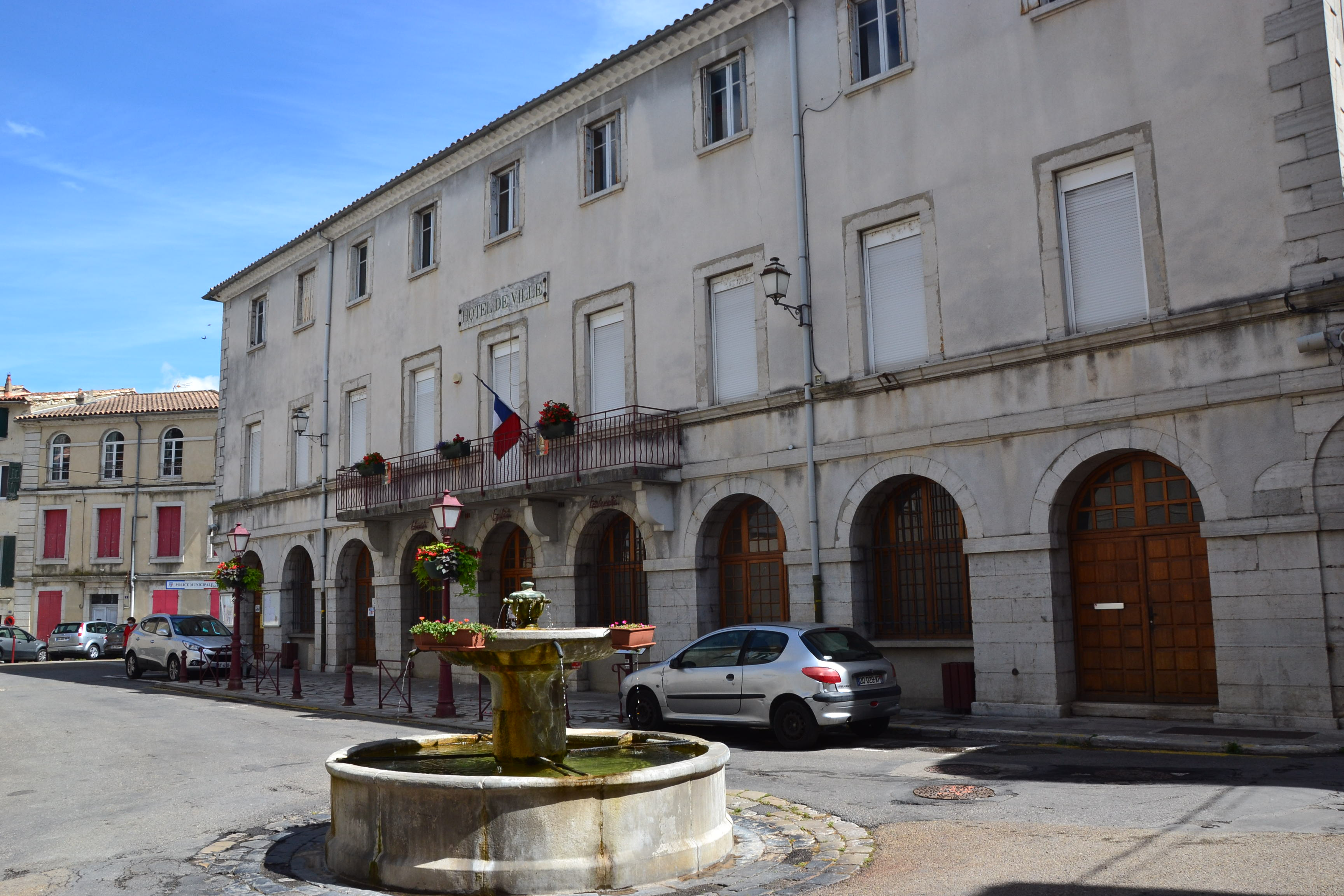
圣伊波利特迪福尔市政厅

圣伊波利特迪福尔的现任市长为布吕诺·奥利维耶里先生（Bruno OLIVIERI），他是一名无党派人士，在2020年的市政选举中获得了60.01%的支持率。
在2022年的法国总统大选的第二轮选举中，法国极右翼政党国民阵线主席玛丽娜·勒庞在圣伊波利特迪福尔获得了54.59%的支持率。

## 人口
2020年，圣伊波利特迪福尔市镇人口数量为3,752，在法国排名第2,962位。其中男性1,806人，女性1,946人，75岁及以上人口占12.0%，外籍人口数量为235人，人口密度为128人/平方公里，当地居民被称为（男性）或（女性）。2022年，圣伊波利特迪福尔境内出生35人，死亡人口65人。
| 圣伊波利特迪福尔1901年－2021年人口变化情况 |
|                                            |
| 数据来源：Cassini、INSEE                   |

## 经济
截至2024年1月，圣伊波利特迪福尔市镇范围内共有各类用人单位（包含自雇）781家，比上一年同期新增3家，平均历史为17年，均为中小型企业（PME），2023年11月至2024年1月间，当地的经济活力指数为0.49%。

## 财政与居民收入
2021年，圣伊波利特迪福尔的财政收入总额为3,758,910欧元，财政支出总额为2,883,930欧元，当年的债务总额为3,178,610欧元。2021年，圣伊波利特迪福尔市镇通过增值税获得47,970欧元的收入，此外当地还共获得了191,610欧元的国家直接财政补助。
| 圣伊波利特迪福尔居民收入情况                     | 圣伊波利特迪福尔居民收入情况 | 圣伊波利特迪福尔居民收入情况 | 圣伊波利特迪福尔居民收入情况 |
| 内容                                             | 圣伊波利特迪福尔             | 法国                         | 统计年份                     |
| ------------------------------------------------ | ---------------------------- | ---------------------------- | ---------------------------- |
| 征税家庭总数                                     | 1,618                        | 1,081（法国市镇平均）        | 2022年                       |
| 居民平均月收入                                   | 1,942欧元                    | 2,435欧元                    | 2022年                       |
| 高级职员人均月收入                               | 3,078欧元                    | 4,331欧元                    | 2021年                       |
| 中级职员人均月收入                               | 2,230欧元                    | 2,470欧元                    | 2021年                       |
| 普通职员人均月收入                               | 1,654欧元                    | 1,801欧元                    | 2021年                       |
| 贫困率                                           | 23%                          | 14.5%                        | 2020年                       |
| 青壮年（15至64岁）失业率                         | 17.6%                        | 7.4%                         | 2020年                       |
| 征税家庭数量占比                                 | 30.5%                        | 45.5%                        | 2020年                       |
| 家庭年均纳税                                     | 2,633欧元                    | 4,393欧元                    | 2022年                       |
| 资料来源：INSEE、L'Internaute、Le Journal du Net |                              |                              |                              |

## 社会事务

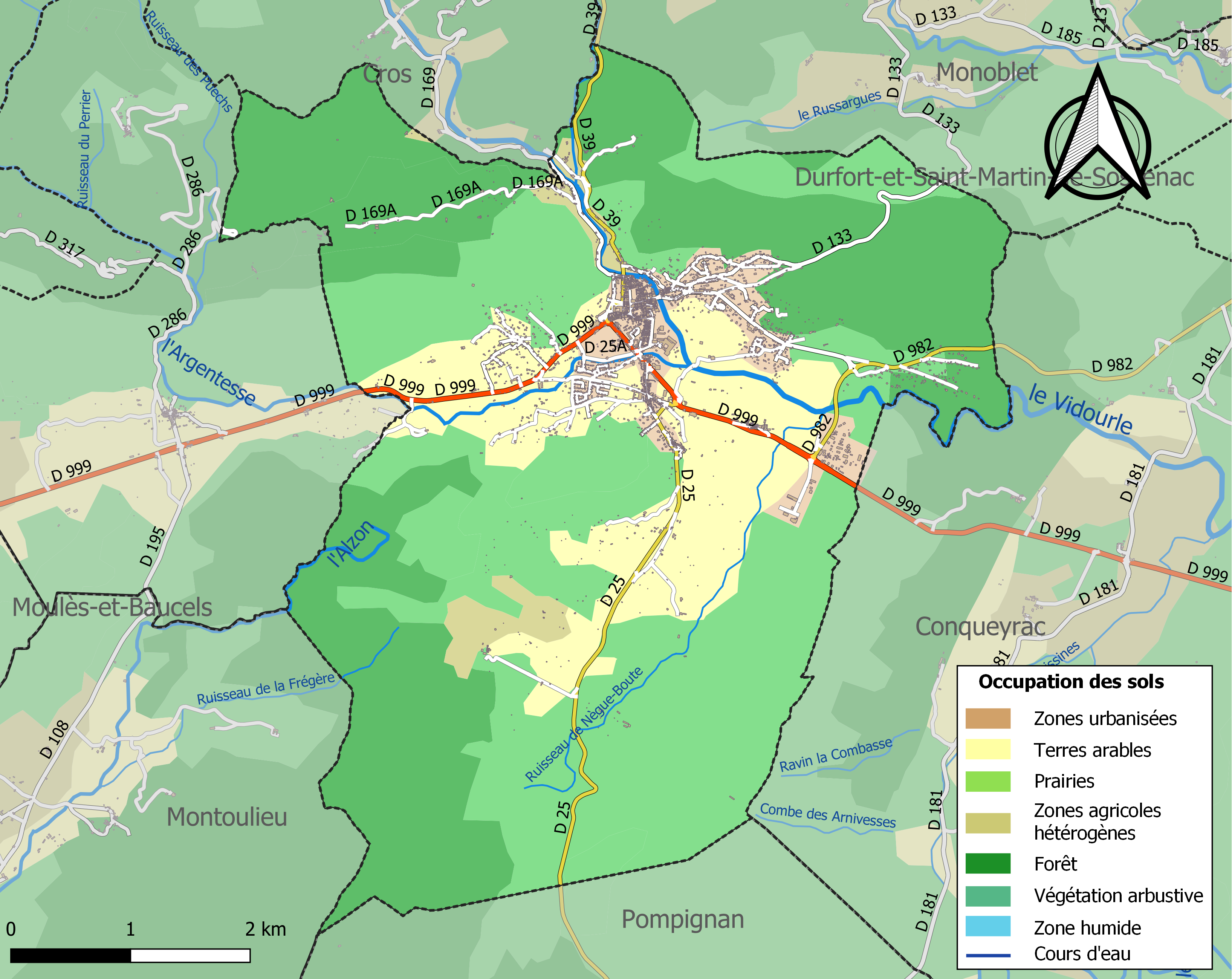
圣伊波利特迪福尔土地利用情况地图

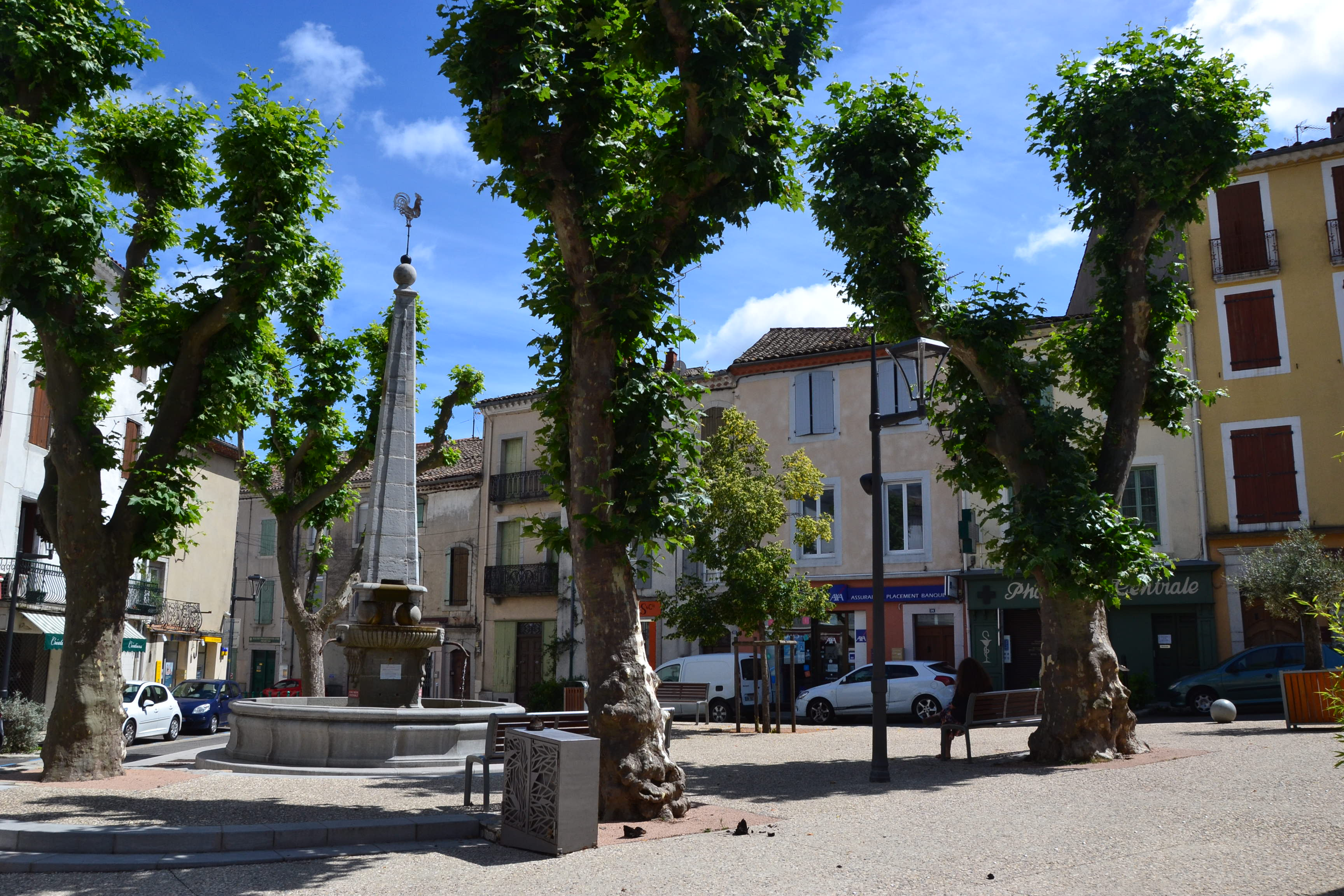
卡努尔日广场

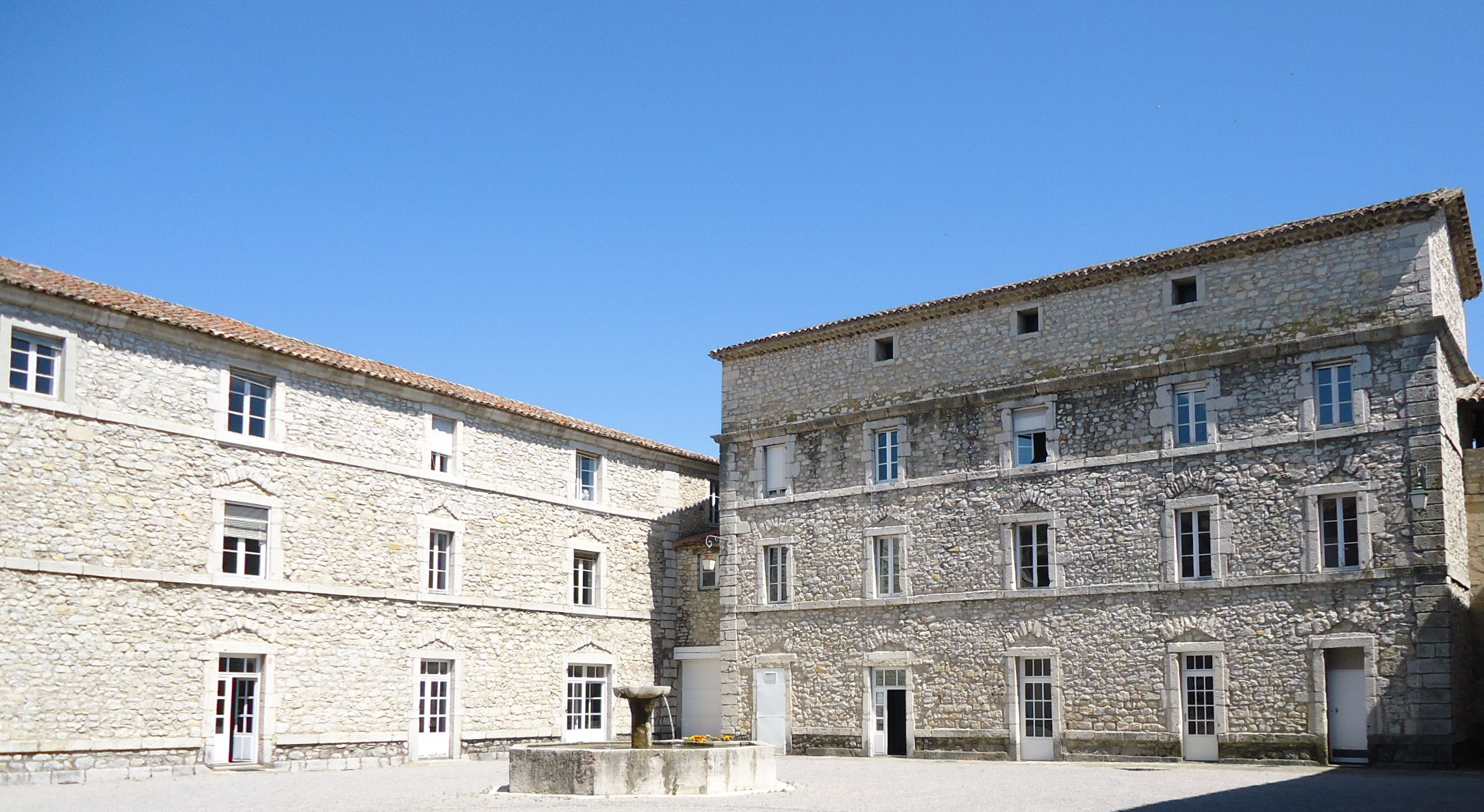
城堡广场

### 教育
圣伊波利特迪福尔属于蒙彼利埃学区。截至2021年1月1日，圣伊波利特迪福尔境内共有1所幼儿园、2所小学、1所初级中学和1所普通高中。2021至2022学年度，圣伊波利特迪福尔境内共有在校中等教育阶段学生312名。

### 医疗
截至2021年1月1日，圣伊波利特迪福尔境内共有全科医生7名、保健师11名、牙医4名、护士17名、眼科医生1名和助产士1名。境内共有药房2家、养老院1家、残疾人帮扶中心3家。
圣伊波利特迪福尔市区距离尼姆大学中心医院（CHU de Nîmes）的正常车程大约46分钟，其主病区卡雷莫医院（Site de Carémeau）位于尼姆市区西部，该院设有床位1,371个，是加尔省规模最大的公立综合性医院。

### 住房
2020年，圣伊波利特迪福尔境内共有各类住房2,362套，其中64.7%为独立式住宅，34.9%为集中式住宅。常住房屋占圣伊波利特迪福尔市镇范围内居民建筑总量的76.7%。
在住房保障政策方面，2022年，圣伊波利特迪福尔境内共有493户家庭获得了住房经济补助，受益人数占总人口数量的13.7%，其中479份为房租补助。

### 商业
2021年，圣伊波利特迪福尔境内共有各类实体商铺128家，其中餐厅11家、大型超市1家、杂货店1家、面包房4家、肉铺1家、书店1家、装饰品店0家、银行门店2家、美容美发店10家、汽车维修店13家。圣伊波利特迪福尔镇中心南部建有一家Super U购物超市。

### 体育
2021年，圣伊波利特迪福尔境内共有1家游泳池、1间体育馆、3处网球场以及2处足球或橄榄球场。
截至2024年1月，圣伊波利特迪福尔运动员体育俱乐部（Sports Athlétiques Cigalois，编号503233）是圣伊波利特迪福尔境内唯一的一家注册足球俱乐部，该俱乐部成立于1932年，其主队2023至2024赛季参加加尔省足球联赛丙组（法国第十一级别），其主场为安德烈·莫利纳球场（Stade André Molines）。

### 环境
圣伊波利特迪福尔的环境事务由其所属的塞文山脚市镇公共社区联合各级政府协调负责。2021年，圣伊波利特迪福尔境内暂无污染企业。

### 治安
2021年，圣伊波利特迪福尔市镇范围内有1处宪兵队。
圣伊波利特迪福尔及其附近的共76个市镇是勒维冈国家宪兵队（zone gendarmerie de Le Vigan）的管辖范围。2020年，该宪兵队累计记录各类案件1,337起，其中盗窃类案件703起，经济类案件153起，毒品交易类案件78起。

## 文化

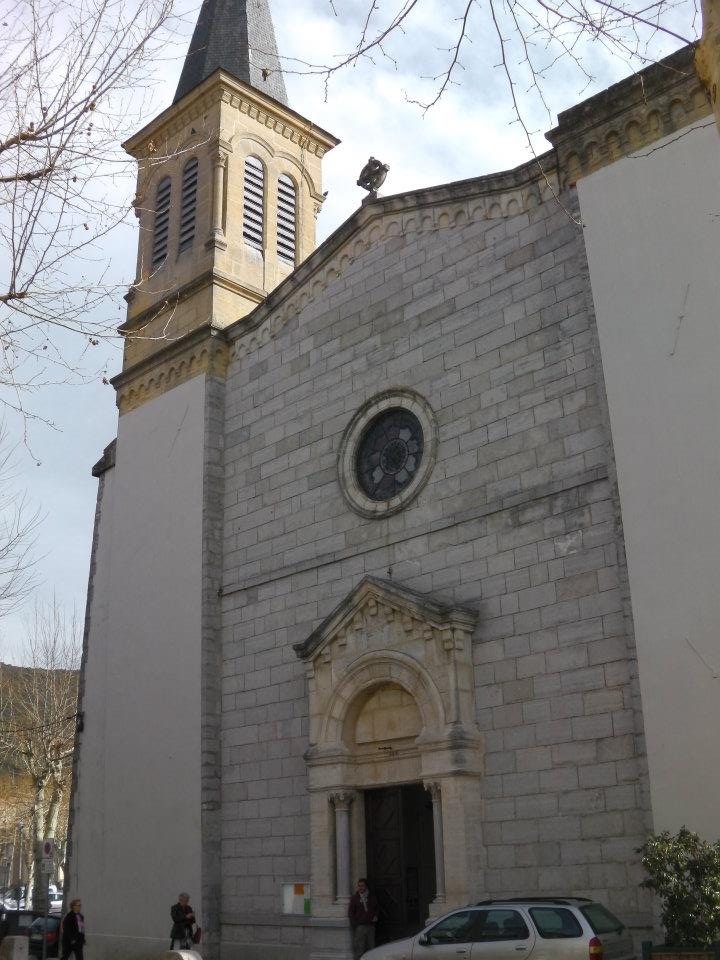
圣伊波利特教堂

2021年，圣伊波利特迪福尔境内暂无任何文化设施。圣伊波利特迪福尔境内建有多媒体中心（Médiathèque），每周二至六向公众开放。

### 建筑
圣伊波利特迪福尔境内有多处历史建筑，其中拉斯卡索勒巨石遗址为法国国家文物保护单位，圣伊波利特教堂（Église Saint-Hippolyte de Saint-Hippolyte-du-Fort）是当地的地标性建筑物。

### 旅游
圣伊波利特迪福尔的旅游事务由其所属的塞文山脚市镇公共社区联合各级政府协调负责。2023年，圣伊波利特迪福尔境内共有1家酒店共计11间房间；另有1个露营地，可容纳共48辆露营车。

### 媒体
法国主要的媒体均可在圣伊波利特迪福尔接收，法国电视三台下属的奥克西塔尼大区频道在部分时段播出圣伊波利特迪福尔所在加尔省的地方新闻。奥克西塔尼加尔地区电视台、《自由南方报》、蓝色法兰西加尔-洛泽尔广播、蓝色法兰西埃罗广播等是当地主要的地方性媒体。

## 相关人物
法国建筑师西蒙·迪朗和历史学家罗贝尔·索泽出生于圣伊波利特迪福尔。

## 友好城市
截至2024年1月，圣伊波利特迪福尔暂未建立任何友好城市关系。